# ASG Altenkirchen
Die Altenkirchener Sportgemeinschaft 1883 e. V. ist ein deutscher Sportverein mit Sitz in der rheinland-pfälzischen Stadt Altenkirchen (Westerwald) im gleichnamigen Landkreis.

## Geschichte

### Gründung bis Zweiter Weltkrieg
Der Verein wurde im Jahr 1909 als Sportverein Altenkirchen gegründet, im Jahr 1919 schloss man sich dem Turnverein 1883 Altenkirchen an, welcher bereits auch schon eine Fußball-Abteilung vorzuweisen hatte. Im Jahr 1922 spalteten sich die Fußballer im SV Altenkirchen erneut ab, dieser Verein sollte jedoch nur bis 1925 überdauern. Die verbleibenden Mitglieder formierten sich dann am 12. November 1927 im neuen Verein Sportfreunde Altenkirchen. Dieser fusionierte dann bereits im August 1931 mit dem SV Helmenzen zur Sportvereinigung Altenkirchen-Helmenzen. Ein weiteres Jahr später schloss man sich dann noch mit dem Reichsbahn SV Altenkirchen zum Reichsbahn TSV Altenkirchen zusammen. Im März 1937 wurde der Verein durch die Nationalsozialisten dann wieder mit dem TV 1883 Altenkirchen zum Turn- und Reichsbahn Sportverein 1883 Altenkirchen zusammengeschlossen, später kam zu diesem Verein dann noch die Reichsbahn SG dazu. Nach dem Ende des Zweiten Weltkriegs wurde der Verein dann erst einmal aufgelöst.

### Nachkriegszeit
Zur Saison 1961/62 stieg die erste Fußball-Mannschaft das erste Mal in die drittklassige Amateurliga Rheinland auf. Stieg mit 17:31 Punkten über den 12. Platz jedoch gleich nach einer Saison wieder ab. Ein zweites Mal kehrte der Verein dann zur Saison 1964/65 in die Liga zurück, am Ende der Saison stand dann jedoch wieder der Abstieg an. Ein letztes Mal stieg der Verein dann zur Saison 1967/68 in die Amateurliga auf, mit 18:42 Punkten ging es jedoch ein weiteres Mal bereits nach einer Saison wieder nach unten.

### Heutige Zeit
In der Saison 2002/03 spielte die erste Fußball-Mannschaft in der Bezirksliga Rheinland, nach einer Spielklassenstrukturreform musste man mit 53 Punkten über den siebten Platz jedoch in die Kreisliga A absteigen. Nach der Spielzeit 2004/05 stand dann mit lediglich 15 Punkten als Tabellenletzte der Gang in die Kreisliga B an. Hier gelang dann am Ende der Saison 2007/08 mit 60 Punkten die Meisterschaft, womit der Verein wieder in die Kreisliga A zurückkehren konnte. Hier konnte man dann auch noch bis zur Saison 2010/11 die Klasse halten.
Danach schloss man sich mit dem Verein Wiedbachtaler Sportfreunde Neitersen zur SG Neitersen/Altenkirchen zusammen. Somit übernahm man den Startplatz des Vereins aus Neitersen in der Bezirksliga. Gleich in der ersten Saison gelang mit 61 Punkten dann auch die Meisterschaft und damit der Aufstieg in die Rheinlandliga. Aus dieser musste man mit 25 Punkten am Ende der Spielzeit 2013/14 dann jedoch wieder absteigen. Mit 66 Punkten gelingt in der Folgesaison jedoch sofort wieder die Meisterschaft und damit der direkte Wiederaufstieg. In dieser Liga spielt der Verein bis heute.